# Ostrya chisosensis
Ostrya chisosensis är en björkväxtart som beskrevs av Donovan Stewart Correll. Ostrya chisosensis ingår i släktet Ostrya och familjen björkväxter. Inga underarter finns listade.
Arten förekommer endemisk i Texas i Förenta staterna. Den växer i bergstrakter mellan 1500 och 2300 meter över havet. Ostrya chisosensis har flera små populationer i Big Bend nationalpark. Den ingår i skogar med arter av släktena Salix, Populus, Alnus, Pinus, Quercus och Betula. Trädet hittas oftast i smala dalgångar. Det blir upp till 12 meter högt.
Beståndet hotas av bränder och torka. Hela utbredningsområdet uppskattas vara 20,5 km² stort. IUCN listar arten som akut hotad (CR).